# Luxemburgo en los Juegos Olímpicos de Seúl 1988
Luxemburgo estuvo representado en los Juegos Olímpicos de Seúl 1988 por ocho deportistas, cinco hombres y tres mujeres, que compitieron en cuatro deportes.
El portador de la bandera en la ceremonia de apertura fue el tirador Roland Jacoby. El equipo olímpico luxemburgués no obtuvo ninguna medalla en estos Juegos.